# Зутфельд
Зутфельд (нем. Suthfeld) — община в Германии, в земле Нижняя Саксония.
Входит в состав района Шаумбург. Подчиняется управлению Ненндорф. Население составляет 1497 человек (на 31 декабря 2010 года). Занимает площадь 5,05 км².
Коммуна подразделяется на 3 сельских округа.
| Год  | Население |
| ---- | --------- |
| 1990 | 1378      |
| 1995 | 1446      |
| 2000 | 1467      |
| 2005 | 1506      |
| 2010 | 1517      |